# Maya Homburger

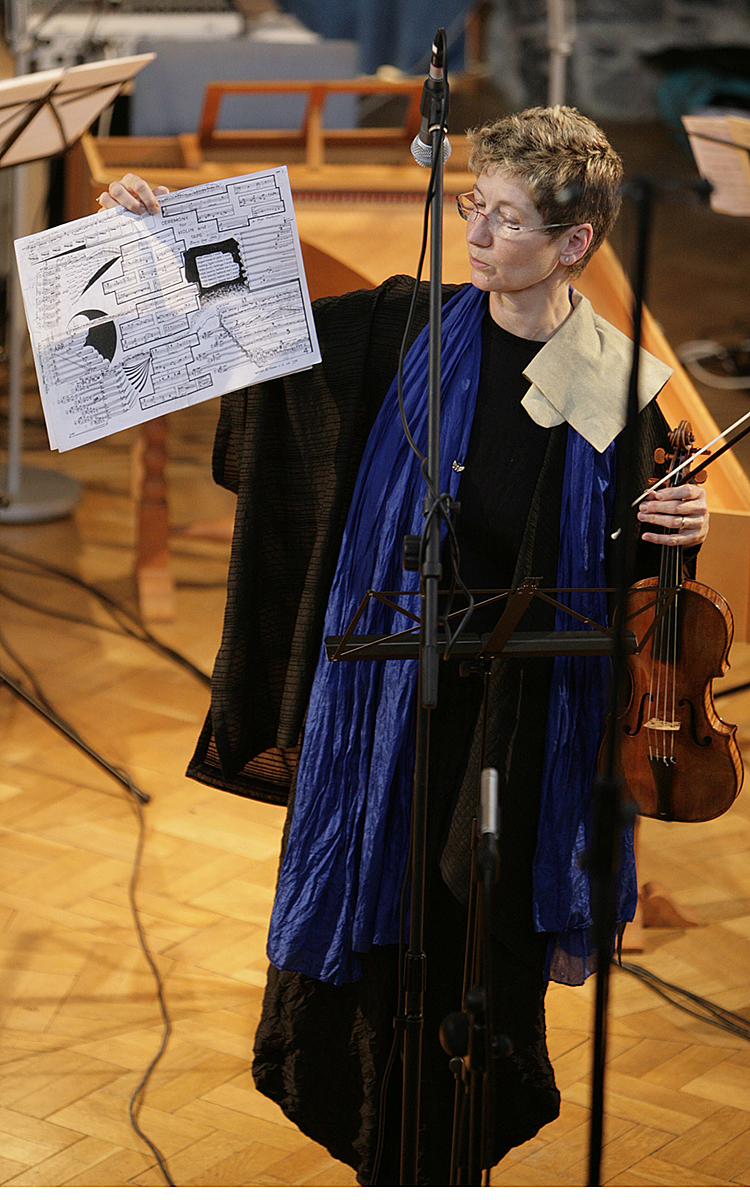
Maya Homburger mit den Noten von Barry Guys Komposition Ceremony im Konzert April 2007 in der Castalia Hall in Ballytobin bei Callan in Irland

Maya Homburger (* 17. Dezember 1953 in Zürich) ist eine Schweizer Geigerin (Barockvioline) und Musikproduzentin, die sowohl im Bereich der Barock- als auch der zeitgenössischen Musik hervorgetreten ist.

## Leben und Wirken
Homburger studierte am Konservatorium Bern, wo sie mit dem Solistendiplom bei Eva Zurbrügg abschloss. Bei Ivan Galamian in den Vereinigten Staaten und Eduard Melkus in Wien bildete sie sich weiter; in dieser Zeit wirkte sie als Mitglied der Camerata Bern, spezialisierte sich aber daneben mehr und mehr auf das Duo-Repertoire für Barockvioline und Cembalo. Gemeinsam mit dem Cembalisten Andreas Erismann präsentierte sie sich auf Festivals in Deutschland, Österreich, Italien und Nordamerika. So führte sie Johann Sebastian Bachs sechs Sonaten für obligates Cembalo und Violine und die Rosenkranzsonaten von Heinrich Ignaz Franz Biber auf. 1986 zog Homburger nach England, wo sie in zahlreichen Ensembles mit historischer Aufführungspraxis mitwirkte, neben der Academy of Ancient Music insbesondere dem English Concert um Trevor Pinnock  und den English Baroque Soloists.  Ab 1992 konzentrierte sie sich mehr und mehr auf Kammermusik und das Solo-Repertoire. 1993 nahm sie die 12 Fantasien für Violine von Georg Philipp Telemann auf für ihr eigenes CD-Label Maya Recordings. 1995 spielte sie die sechs Sonaten für Cembalo und Violine von Bach mit dem Cembalisten Malcolm Proud ein. 1994 schrieb der Englische Komponist Buxton Orr für sie und ihren Ehemann, den Bassisten Barry Guy, ein Duo für Barockvioline und Kontrabass; weitere Werke für diese Besetzung schrieben Giles Swayne und Roger Marsh. 1995 begann eine Serie von gemeinsamen Auftritten mit Guy, die neue Kompositionen und Improvisationen mit Solosonaten und Fantasien von Bach, Telemann und Biber verbinden; teilweise nahmen auch weitere Musiker wie Pierre Favre an den Konzerten teil. Im Jahr 2000 war Homburger Konzertmeisterin und Solistin in John Eliot Gardiners Bach-Kantaten-Projekt und trat überall in Europa auf. Guy schrieb diverse Solowerke für sie. Neben gemeinsamen Auftritten mit Guy und Solokonzerten konzentriert sie sich aktuell auf das Management ihres Plattenlabels und zahlreicher Formationen ihres Mannes, etwa des London Jazz Composers Orchestra.
Homburger spielt auf einer italienischen Geige von Antonio dalla Costa (Treviso 1740),  die sich im barocken Originalzustand befindet. Zwischen 1996 und 2004 lebte sie mit Guy zusammen in Irland, seit 2006 in der Schweiz.

## Diskographische Hinweise
- Telemann XII Fantasie per il violino senza basso 1735 (Maya 1993)
- Ceremony (mit Barry Guy; ECM 1999)
- Maya Homburger, Walter Prati, Barry Guy Celebration (Auditorium 2003)
- Barry Guy Folio, for baroque violin, violin, double-bass & chamber orchestra (mit dem Münchner Kammerorchester unter Christoph Poppen; ECM 2005)
- J.S. Bach Sonata Nr. 3 BWV 1005/Partita Nr. 3 BWV 1006; Barry Guy Lysandra (Maya 2010) („CD of the month“; Grammophone)